# Дуванлии
Дуванлии (болг. Дуванлии) — село в Болгарии. Находится в Пловдивской области, входит в общину Калояново. Население составляет 568 человек.

## Политическая ситуация
В местном кметстве Дуванлии, в состав которого входит Дуванлии, должность кмета (старосты) исполняет Стефан Иванов Петрушев (Союз демократических сил (СДС)) по результатам выборов.
Кмет (мэр) общины Калояново — Александр  Крыстев Абрашев (коалиция партий: Граждане за европейское развитие Болгарии (ГЕРБ), Союз демократических сил (СДС), Демократы за сильную Болгарию (ДСБ), Земледельческий народный союз (ЗНС)) по результатам выборов.